# Cavallo inselvatichito

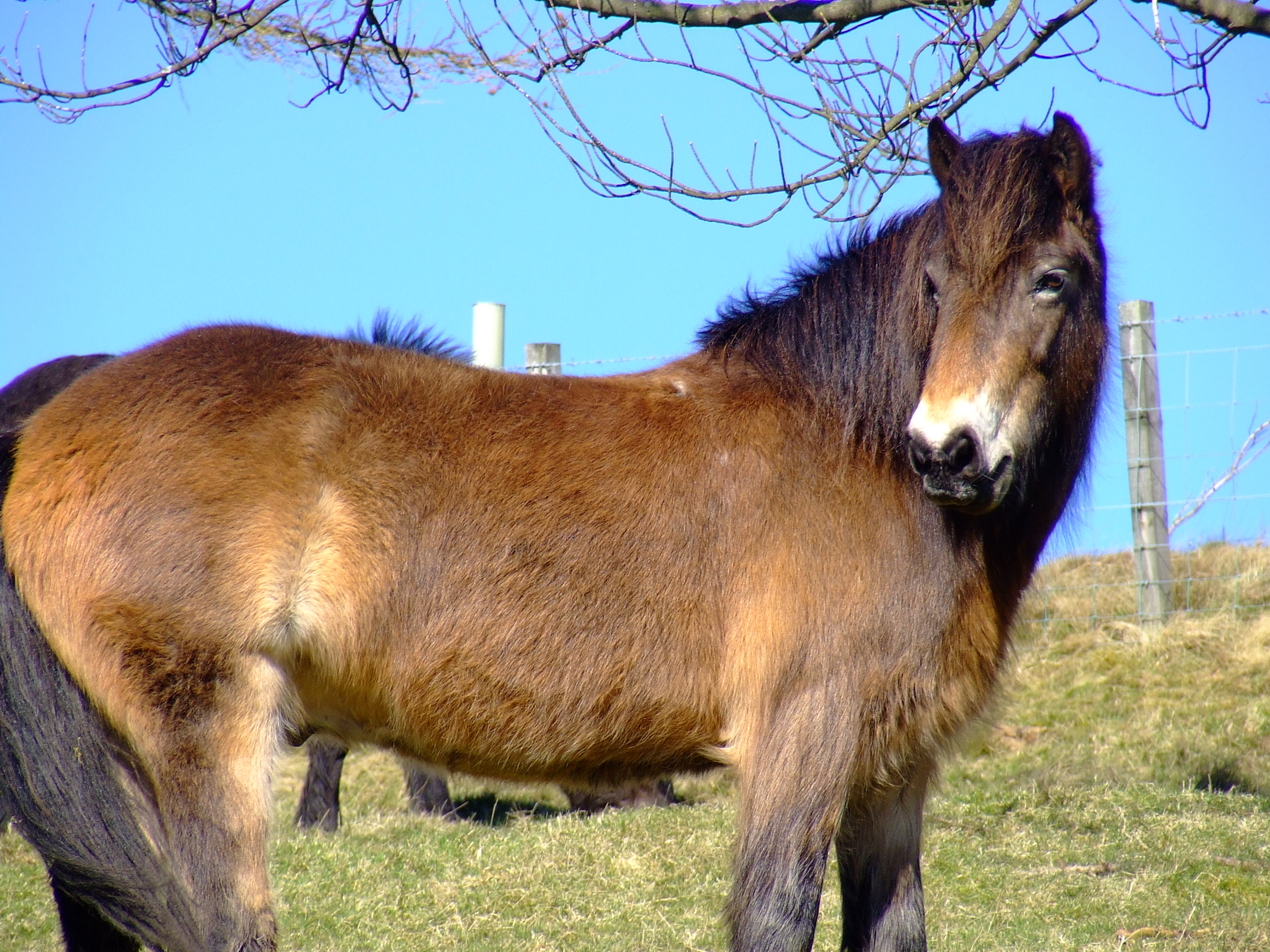
Cavallo inselvatichito sulle Pentland Hills, in Scozia. I cavalli inselvatichiti, sebbene chiamati popolarmente cavalli «selvatici», non lo sono completamente: i loro antenati erano infatti animali domestici.

Il cavallo inselvatichito (o cavallo selvaggio) è un cavallo domestico che vive da poche generazioni allo stato brado e i cui antenati erano cavalli addomesticati.

## Descrizione
Il termine più esatto, anche se meno comunemente utilizzato, è cavallo rinselvatichito o inselvatichito. Il termine "selvaggio" è utilizzato in sostituzione di "inselvatichito", non corrisponde al termine "selvatico" che si riferisce esclusivamente a specie mai addomesticate dall'uomo. Di fatto il cavallo selvatico europeo (Equus ferus ferus) oggi è estinto.
L'unica specie di cavallo selvaggio reale non estinta, Equus przewalskii o Thaki della Mongolia (66 cromosomi contro i 64 di Equus caballus; dà comunque con il cavallo comune una prole fertile) era estinta allo stato libero circa nel 1968 ed è stata reintrodotta. Similmente è estinto circa nel 1879 il cavallo selvaggio eurasiatico o Tarpan, Equus ferus ferus. Alcuni "Tarpan" sono stati di recente reintrodotti in una piccola parte del loro areale originale, ricreando un ecotipo di Equus caballus simile al Tarpan originale da incroci ottenuti usando il genoma del Konik, razza polacca con influenze del Tarpan ed il cavallo rinselvatichito Sorraia.
Gli esemplari più noti sono i cavalli selvatici degli Stati Uniti occidentali. Quando nel XV secolo i conquistadores europei introdussero il cavallo nelle Americhe, alcuni esemplari fuggirono o furono abbandonati e sopravvissero adattandosi all'ambiente che presentava condizioni molto simili a quello di origine. Gli esempi più noti di tale processo selettivo sono i mustang. In Spagna e Portogallo, i cavalli inselvatichiti liberi sono noti come sorraia. 
Esistono anche popolazioni isolate di cavalli inselvatichiti in altri luoghi del pianeta: nell'isola di Sable (al largo delle coste della Nuova Scozia), nella New Forest (nell'Inghilterra meridionale) nell'isola di Assateague (al largo di quelle della Virginia). Si ritiene che alcuni di questi cavalli siano i discendenti di cavalli costretti a nuotare fino a terra durante i naufragi. Altri devono essere stati portati deliberatamente su varie isole dai coloni che li allevarono in libertà o li abbandonarono.
In Namibia numerosi cavalli vennero liberati dai coloni tedeschi che abbandonarono il territorio allo scoppio della prima guerra mondiale. In Etiopia i kondudo furono avvistati per la prima volta nel 2008 e sono tuttora oggetto di studio.
Spesso più gruppi, generalmente composti da quattro a dodici individui, occupano contemporaneamente un territorio, costituendo così quella che viene definita popolazione. Occorre una popolazione di un centinaio di membri almeno per mantenere a lungo diversità genetica in un habitat isolato.
I cavalli selvaggi vivono in piccoli gruppi guidati da una femmina alfa e composti da altre femmine, puledri ed uno stallone riproduttivo che, occasionalmente, può tollerare la presenza di altri stalloni più giovani con gerarchia inferiore.
La maggior parte dei cavalli selvaggi o "rinselvatichiti" possono essere riaddomesticati se catturati da giovani.

### Razze esistenti
Ad oggi esistono le seguenti popolazioni di cavalli inselvatichiti:
- Il banker, della Carolina del Nord, zona Outer Banks.
- Il brumby, in Australia.
- Il pony chincoteague dell'isola Assateague in Virginia e del Maryland, in stato tecnicamente semi-brado (dipenderebbe dall'uomo pur essendo libero).
- Il rinselvatichito dell'isola Cumberland, davanti alla Georgia del sud.
- Il rinselvatichito del delta del Danubio, nella foresta di Letea tra i rami Sulina e Chilia del delta.
- Il kaimanawa della Nuova Zelanda.
- Il kondudo. Gruppo unico e limitato del monte omonimo in Etiopia, a forte rischio di estinzione.
- Il misaki, Giapponese, pure a rischio.
- I mustang, oltre 50.000, protetti negli Stati Uniti dell'ovest. Spesso semi-bradi.
- Il cavallo del Namib, in Namibia.
- Il pony della New Forest, Hampshire, Inghilterra.
- Il sorraia di Spagna e Portogallo
- Il Cavallo Pentro, Montenero Val Cocchiara, Italia
- I Cavalli Selvaggi dell'Aveto, Liguria, Italia
- Il cavallino della Giara, Sardegna, Italia
- I cavalli selvaggi del Pollino, Italia
- I cavalli selvaggi della Calvana, Italia
- Il  cavallo di Przewalski,  Parco nazionale Hustai, Mongolia